# Magyarország a 2014-es atlétikai Európa-bajnokságon
Magyarország a svájci Zürichben megrendezett 2014-es atlétikai Európa-bajnokság egyik részt vevő nemzete volt. Az ország a versenyen 27 sportolóval képviseltette magát.

## Érmesek
| Érem  | Versenyző      | Versenyszám         | Dátum         |
| ----- | -------------- | ------------------- | ------------- |
| Arany | Pars Krisztián | Férfi kalapácsvetés | augusztus 16. |
| Ezüst | Márton Anita   | Női súlylökés       | augusztus 17. |

## Eredmények

### Férfi
| Versenyző       | Versenyszám     | Előfutam | Előfutam | Előfutam | Elődöntő | Elődöntő | Elődöntő | Döntő         | Döntő         |
| Versenyző       | Versenyszám     | Idő      | Hely.    | Össz.    | Idő      | Hely.    | Össz.    | Idő           | Helyezés      |
| --------------- | --------------- | -------- | -------- | -------- | -------- | -------- | -------- | ------------- | ------------- |
| Baji Balázs     | 110 m gát       | 13,37    | 2.       | 5.       | 13,31    | 2.       | 4.       | 13,29         | 4.            |
| Kiss Dániel     | 110 m gát       | 13,64    | 6.       | 20.      | kiesett  | kiesett  | kiesett  | kiesett       | kiesett       |
| Kazi Tamás      | 800 m           | 1:48,05  | 4.       | 10.      | 1:48,04  | 5.       | 11.      | kiesett       | kiesett       |
| Koroknai Máté   | 400 m gát       | 50,33    | 3.       | 17.      | 50,95    | 8.       | 22.      | kiesett       | kiesett       |
| Koroknai Tibor  | 400 m gát       | 50,84    | 6.       | 25.      | kiesett  | kiesett  | kiesett  | kiesett       | kiesett       |
| Minczér Albert  | 3000 m akadály  | 9:32,13  | 14.      | 27.      | kiesett  | kiesett  | kiesett  | kiesett       | kiesett       |
| Móricz Bálint   | 400 m           | 47,04    | 7.       | 35.      | kiesett  | kiesett  | kiesett  | kiesett       | kiesett       |
| Helebrandt Máté | 20 km gyaloglás |          |          |          |          |          |          | 1:27:54       | 25.           |
| Rácz Sándor     | 20 km gyaloglás |          |          |          |          |          |          | nem ért célba | nem ért célba |

| Versenyző       | Versenyszám   | Selejtező             | Selejtező             | Döntő    | Döntő    |
| Versenyző       | Versenyszám   | Eredmény              | Helyezés              | Eredmény | Helyezés |
| --------------- | ------------- | --------------------- | --------------------- | -------- | -------- |
| Hudi Ákos       | Kalapácsvetés | 72,53 m               | 16.                   | kiesett  | kiesett  |
| Németh Kristóf  | Kalapácsvetés | 73,33 m               | 14.                   | kiesett  | kiesett  |
| Pars Krisztián  | Kalapácsvetés | 74,44 m               | 9.                    | 82,69 m  |          |
| Kővágó Zoltán   | Diszkoszvetés | 61,14 m               | 14.                   | kiesett  | kiesett  |
| Szikszai Róbert | Diszkoszvetés | érvényes dobás nélkül | érvényes dobás nélkül | kiesett  | kiesett  |

| Versenyző        | Versenyszám | 100 m | 100 m | Távolugrás | Távolugrás | Súlylökés | Súlylökés | Magasugrás | Magasugrás | 400 m | 400 m | 110 m gát | 110 m gát | Diszkoszvetés | Diszkoszvetés | Rúdugrás | Rúdugrás | Gerelyhajítás | Gerelyhajítás | 1500 m  | 1500 m | Végeredmény | Végeredmény |
| Versenyző        | Versenyszám | Idő   | Pont  | Eredmény   | Pont       | Eredmény  | Pont      | Eredmény   | Pont       | Idő   | Pont  | Idő       | Pont      | Eredmény      | Pont          | Eredmény | Pont     | Eredmény      | Pont          | Idő     | Pont   | Pont        | Helyezés    |
| ---------------- | ----------- | ----- | ----- | ---------- | ---------- | --------- | --------- | ---------- | ---------- | ----- | ----- | --------- | --------- | ------------- | ------------- | -------- | -------- | ------------- | ------------- | ------- | ------ | ----------- | ----------- |
| Zsivoczky Attila | Tízpróba    | 11,52 | 748   | 665 cm     | 732        | 15,56 m   | 824       | 204 cm     | 840        | 51,06 | 766   | 15,26     | 818       | 44,82 m       | 763           | 440 cm   | 731      | 57,40 m       | 699           | 4:33,04 | 725    | 7646        | 17.         |

### Női
| Versenyző         | Versenyszám     | Előfutam | Előfutam | Előfutam | Elődöntő | Elődöntő | Elődöntő | Döntő    | Döntő    |
| Versenyző         | Versenyszám     | Idő      | Hely.    | Össz.    | Idő      | Hely.    | Össz.    | Idő      | Helyezés |
| ----------------- | --------------- | -------- | -------- | -------- | -------- | -------- | -------- | -------- | -------- |
| Kaptur Éva        | 200 m           | 24,07    | 6.       | 29.      | kiesett  | kiesett  | kiesett  | kiesett  | kiesett  |
| Papp Krisztina    | 10 000 m        |          |          |          |          |          |          | 32:32,62 | 9.       |
| Erdélyi Zsófia    | 10 000 m        |          |          |          |          |          |          | 33:41,72 | 21.      |
| Madarász Viktória | 20 km gyaloglás |          |          |          |          |          |          | 1:30:57  | 12.      |

| Versenyző       | Versenyszám   | Selejtező | Selejtező | Döntő                 | Döntő                 |
| Versenyző       | Versenyszám   | Eredmény  | Helyezés  | Eredmény              | Helyezés              |
| --------------- | ------------- | --------- | --------- | --------------------- | --------------------- |
| Szabó Barbara   | Magasugrás    | 185 cm    | 17.       | kiesett               | kiesett               |
| Schmelcz Fanny  | Távolugrás    | 590 cm    | 26.       | kiesett               | kiesett               |
| Márton Anita    | Súlylökés     | 17,36 m   | 6.        | 19,04 m               |                       |
| Fertig Fruzsina | Kalapácsvetés | 65,46 m   | 15.       | kiesett               | kiesett               |
| Gyurátz Réka    | Kalapácsvetés | 62,14 m   | 20.       | kiesett               | kiesett               |
| Orbán Éva       | Kalapácsvetés | 70,48 m   | 7.        | érvényes dobás nélkül | érvényes dobás nélkül |

| Versenyző      | Versenyszám | 100 m gát | 100 m gát | Magasugrás | Magasugrás | Súlylökés | Súlylökés | 200 m | 200 m | Távolugrás | Távolugrás | Gerelyhajítás | Gerelyhajítás | 800 m   | 800 m | Végeredmény | Végeredmény |
| Versenyző      | Versenyszám | Idő       | Pont      | Eredmény   | Pont       | Eredmény  | Pont      | Idő   | Pont  | Eredmény   | Pont       | Eredmény      | Pont          | Idő     | Pont  | Pont        | Helyezés    |
| -------------- | ----------- | --------- | --------- | ---------- | ---------- | --------- | --------- | ----- | ----- | ---------- | ---------- | ------------- | ------------- | ------- | ----- | ----------- | ----------- |
| Farkas Györgyi | Hétpróba    | 14,06     | 970       | 182 cm     | 1003       | 13,60 m   | 767       | 25,87 | 809   | 594 cm     | 831        | 50,73 m       | 874           | 2:14,68 | 897   | 6151        | 10.         |
| Krizsán Xénia  | Hétpróba    | 13,59     | 1037      | 179 cm     | 966        | 14,17 m   | 805       | 25,37 | 853   | 601 cm     | 853        | 43,58 m       | 736           | 2:14,07 | 906   | 6156        | 9.          |